# Phönix D.III
Phönix D.III byl rakousko-uherský jednomotorový stíhací dvouplošník smíšené konstrukce, vyvinutý firmou Phönix Flugzeugwerke AG. Na sklonku války se sice ještě dostal do výroby, ale již nebyl bojově nasazen.

## Vznik
Ze zkušeností pilotů Luftfahrtruppe s letouny Phönix D.IIa vyplynul požadavek na výkonnější a obratnější stíhací stroj.
V červenci 1918 se proto konkursu na nové stíhačky pro rakousko-uherské letectvo zúčastnil 23. sériový Phönix D.IIa, vybavený křidélky i na spodní ploše. Zkušební letci letoun doporučili do sériové výroby pod podmínkou přemístění kulometů do úrovně očí pilota. Letecký arsenál následně společnosti Phönix přislíbil objednávku 100 kusů inovovaných letounů pod prozatímním označením D.II serie 222neu. Pohon měly zajišťovat řadové vodou chlazené stojaté šestiválce Hiero o výkonu 147 kW.
Dne 28. července 1918 Phönix obdržel povolení upravit další dva sériové stroje a to dvanáctý a třetí vyrobený D.II, kterým bylo přiděleno prototypové označení Phönix 20.28 a Phönix 20.29. Oba poháněl výkonnější šestiválec Hiero o 169 kW. Současně konstruktéři zesílili kostry trupu, lože motorů a modifikovali řízení, které bylo nyní citlivější. Došlo i na požadované přemístění dvou synchronizovaných kulometů Schwarzlose M 7/12 ráže 8 mm.

## Vývoj
Nový typ přeznačený pro sérii Phönix D.III měl rovněž pozměněný půdorys obou křídel. Dne 18. září 1918 se uskutečnila objednávka na 100 exemplářů s plánovanou dodávkou od října, navíc mělo být dodáno i 50 kusů pro rakousko-uherské námořní letectvo Seeflieger. Minimálně jeden stroj testovalo.
Výroba se sice rychle rozeběhla, již k 27. říjnu 1918 bylo vyrobeno 61 strojů, ale až do konce války se žádný nedostal na frontu.

## Poválečná služba
K 26. únoru 1919 bylo celkem 74 D.III uskladněno v Stadlau. Jeden z nich se pak v létě předváděl ve Stockholmu a švédské armádní letectvo jej v dubnu 1920 zakoupilo. Dalších dvacet kusů pak následovalo v červenci. Původní motory Hiero byly v rozmezí let 1922-1923 nahrazeny německými šestiválci BMW.IIIa o 136 kW.
Tři letouny sloužily ještě v době vzniku samostatného švédského letectva Flygvapnet v červenci 1926, kdy byly přeznačeny na J 1. Poslední podnikal meteorologické lety ještě roku 1936.

## Specifikace

### Technické údaje

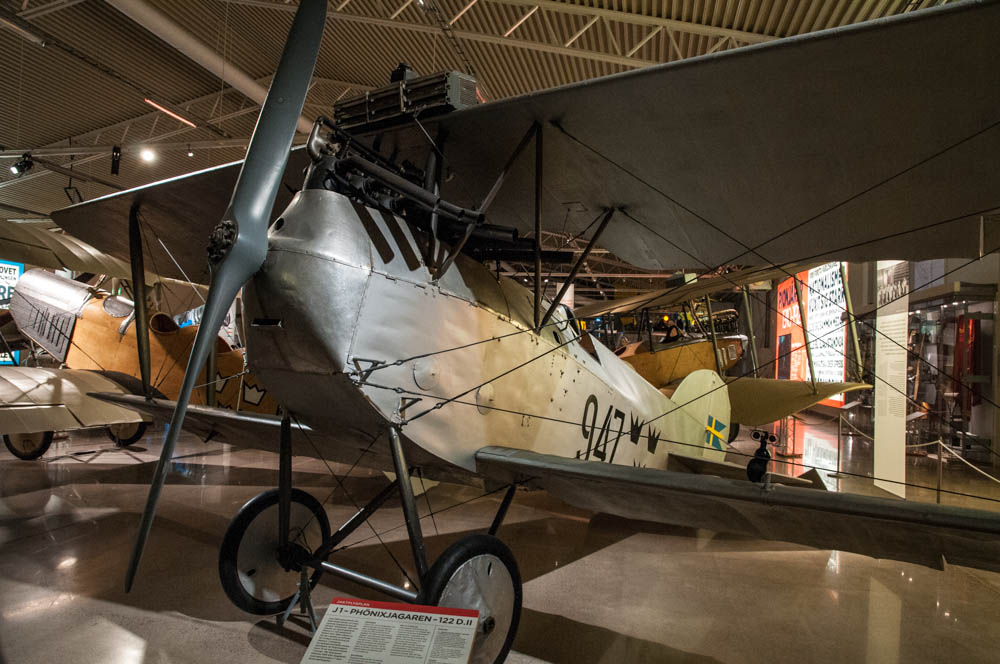
J 1 ve Flygvapenmuseum, Linköping, Švédsko

Údaje dle
- Osádka: 1
- Rozpětí: 9,80 m
- Délka: 6,62 m
- Výška: 3,01 m
- Nosná plocha: 25,00 m²
- Vzletová hmotnost: 951 kg
- Pohonná jednotka:

### Výkony
- Maximální rychlost: 185 km/h
- Dostup: 6800 m
- Čas výstupu do výšky:
  - 1000 m ÷ 2 min
  - 5000 m ÷ 24 min
- Vytrvalost: 2 hodiny